# JetDirect

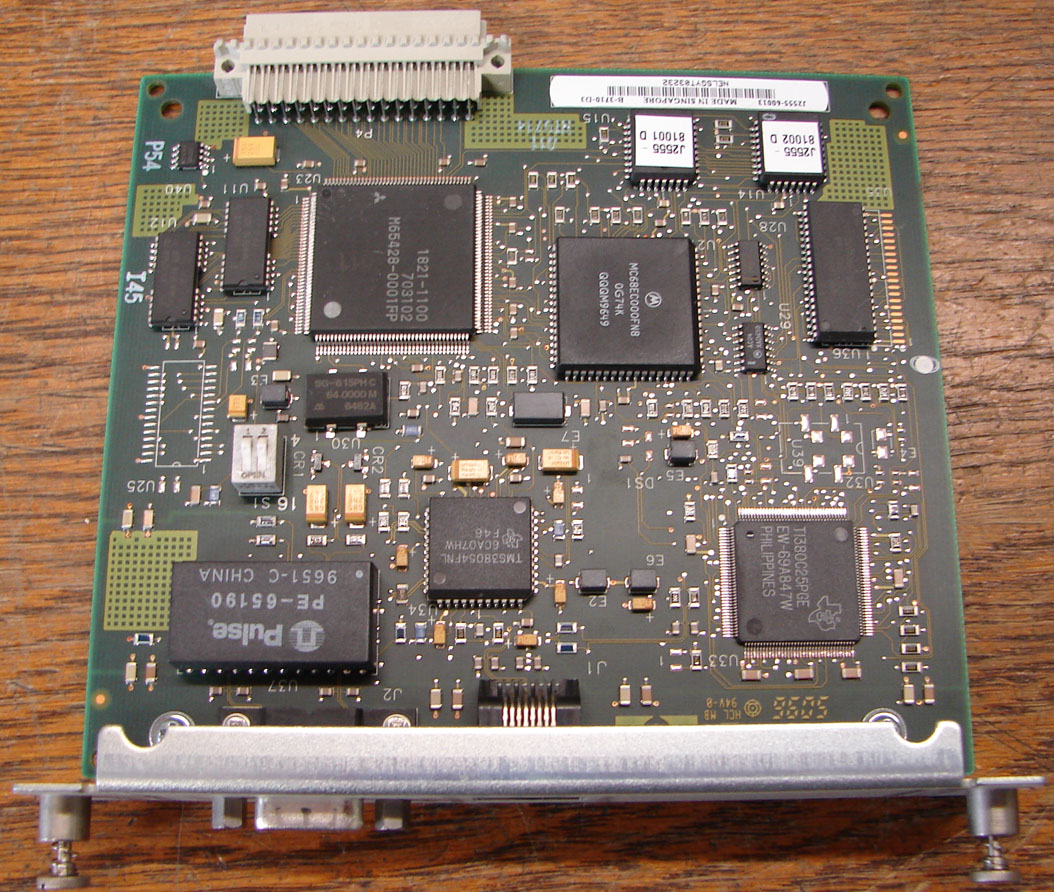
Ältere JetDirect-Karte mit Token-Ring-Anschluss.

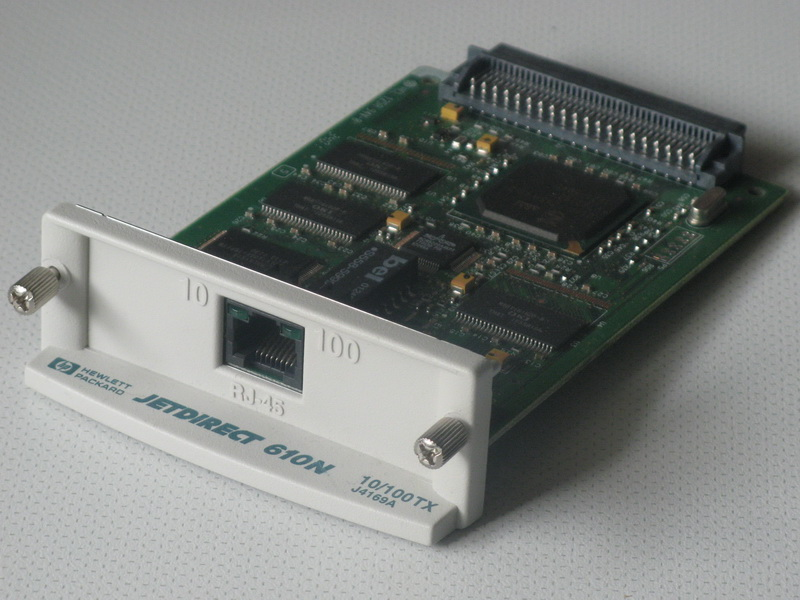
Neuerer Druckserver 610N mit 10/100MBit Ethernet-Anschluss und Webserver zur Druckeradministration

JetDirect ist die Bezeichnung für ein Industriestandard gewordenes Netzwerkprotokoll, um Drucker auf technisch sehr einfache Weise ans Netzwerk anzubinden (s. u.), sowie für die historische Druckerserver-Adapter-Serie von Hewlett-Packard.
JetDirect bindet Drucker in ein Rechnernetz ein und ermöglicht so die gemeinsame Benutzung eines Druckers von mehreren Rechnern/Arbeitsplätzen aus. JetDirect-Adapter gab es mit den LAN-Schnittstellen LocalTalk, Token Ring und  Ethernet (10BASE2 und 10BASE-T) und wird heute zumeist per Fast Ethernet oder WLAN angebunden.
Das Direct im Namen steht dafür, dass die ersten Modelle als Steckkarte für einen Steckplatz direkt im Drucker ausgeführt waren. Die Karten besaßen lokalen Arbeitsspeicher und einen Prozessor für die Protokollabarbeitung.
Für ältere oder sehr billige Drucker existiert eine Vielzahl von externen JetDirect-„Printservern“. Der Name wurde aus Marketing-Gesichtspunkten übernommen, obwohl die Anbindung an den Drucker nicht mehr so „direkt“ erfolgt. Stattdessen sind heute USB oder auch die ältere Parallelschnittstelle verbreitet. Externe JetDirect-Druckserver benötigen eine eigene Spannungsversorgung, meist durch ein Steckernetzteil.
Teilweise unterstützen JetDirect-Server nicht nur TCP/IP, sondern auch AppleTalk, IPX und weitere Netzwerkprotokolle.

## Funktionsweise
JetDirect ist so einfach wie möglich ausgelegt; prinzipiell ist es einfach nur ein „Socket-Adapter“ von einem Netzwerk-Datenstrom (heutzutage TCP/IP) zu einer Parallel-Schnittstelle (software-, nicht hardwareseitig). Die Daten werden einfach eins zu eins an die Druckeinheit weitergereicht. Bessere JetDirect-Implementierungen können noch cachen, aber üblicherweise wird einfach bei bestehender Verbindung eine weitere abgelehnt. Daher ist die Bezeichnung „Druckserver“ eher eine Übertreibung.
Moderne JetDirect-Schnittstellen bieten weitaus mehr Funktionen als reine Druckerserver. Mit passender Software sind auch weitere Funktionen von Multifunktionsgeräten wie Scannen und Faxen im LAN nutzbar, und sie unterstützen Techniken zur einfachen Integration in Betriebssysteme wie Rendezvous/Zeroconf.
Auf TCP/IP-Ebene können JetDirect-Schnittstellen mit den unterschiedlichsten Diensten angesprochen werden. Darunter z. B. HTTP, FTP, SNMP, Telnet, CUPS. JetDirect verwendet meist den TCP-Port 9100 als native Möglichkeit, Daten an das Endgerät zu versenden.
Netzwerkadministratoren können bei vielen Geräten auch Betriebsparameter der JetDirect-Schnittstelle per SNMP abfragen; z. B. die Anzahl der gedruckten Seiten oder den Füllstand der Druckfarbenbehälter. Teilweise können auch Einstellungen vorgenommen werden, die sonst nur über ein Konfigurationsprogramm wie HP JetAdmin zugänglich sind.